# Aspergillus ochraceus
Aspergillus ochraceus is een schimmelsoort in het geslacht Aspergillus waarvan bekend is dat het toxine ochratoxine A produceert, een van de meest voorkomende voedselverontreinigende mycotoxinen en citrinine. Het produceert ook de dihydroisocoumarine-melleïne.

## Kenmerken
De koppen van conidioforen hebben een radiale rangschikking van sporen. Metulae zijn 15–20 × 5–6 μm lang, phialides 7–11 × 2,0–3,5 μm. De sporen zijn helder, rond tot rondachtig, enigszins ruw, gladwandig en meten 2,5 × 3,5 μm in diameter.